# Ataque a la prisión de Ciudad Juárez de 2023
El ataque a la prisión de Ciudad Juárez de 2023 fue una fuga carcelaria ocurrida el 1 de enero de 2023, cuando un comando armado atacó y mató a 17 personas (diez custodios y siete reos) en un ataque al CERESO No. 3 de la fronteriza ciudad Ciudad Juárez, Chihuahua en México. Los sicarios liberaron a  Ernesto Piñón de la Cruz alías "El Neto", líder del grupo criminal Los Mexicles, así como miembros de la organización.

## Antecedentes
La guerra contra las drogas en México comenzó a finales de 2006 y desde entonces se ha cobrado la vida de miles de civiles, efectivos y narcotraficantes. Ciudad Juárez es una de las ciudades que más ha sufrido las consecuencias de esta guerra al ser la ciudad más grande del estado de Chihuahua y colindar al norte con El Paso, Texas en la frontera con los Estados Unidos, lo que la convierte en un codiciado punto estratégico para el tráfico ilegal de drogas hacia dicho país por parte de los cárteles de la droga. Estos cárteles han llevado a cabo muchos ataques en Juárez, incluyendo un motín en la prisión en marzo de 2009, un ataque a un centro de rehabilitación en septiembre de 2009 y una masacre en enero de 2010 ejecutada por el Cartel de Juárez.

## Ataque
A las 7 de la mañana del 1 de enero de 2023, una pandilla llegó en varios vehículos blindados a la prisión estatal número 3 del CERESO en Juárez, donde abrieron fuego contra los guardias. Algunos prisioneros se amotinaron. Diez guardias y siete reclusos murieron, otras 13 personas resultaron heridas y cuatro fueron arrestadas. Al menos 30 reclusos escaparon, incluido el líder de la pandilla Los Mexicles, Ernesto Piñón de la Cruz alias "El Neto", quien murió el 5 de enero en una balacera durante un operativo de seguridad y que fue el organizador del ataque a la prisión. Anteriormente estuvo detrás de una ola de asesinatos en agosto de 2022 conocida como «jueves Negro», en la que murieron 10 personas.

## Investigaciones posteriores
Tras los hechos, las autoridades realizaron un operativo en el Cereso 3, descubriendo celdas VIP, en las que se encontraban mesas repletas con botellas con alcohol, televisores de última generación, peceras e inclusos habitaciones con jacuzzis. Además se decomisaron 84 celulares, 1,702.174 pesos mexicanos, (87,290 dólares), 17 armas largas, cinco cortas, ocho chalecos tácticos, cuatro vehículos y un aditamento de lanzagranadas, según dijo el secretario de Defensa Nacional de México, Luis Cresencio Sandoval.
El 2 de enero, un tiroteo entre hombres armados e investigadores estatales que buscaban a los fugitivos causó la muerte de cinco hombres armados y un investigador. Después del enfrentamiento autoridades decomisaron cuatro armas largas, un vehículo Jeep con blindaje, una camioneta y un automovíl, además de varios cartuchos. Ese mismo día fueron recapturados dos reos fugados Ever Armando alías 'El Chavelo' e Iván Daniel "N", decomisándoles 17.6 gramos de cristal y un fusil de asalto calibre .223, así como un cargador abastecido con 15 cartuchos útiles calibre. El 4 de enero, las autoridades rindieron honores a los elementos caídos quienes perdieron la vida durante los ataques. El mismo día autoridades arrestaron a un fugitivo que pretendía cruzar a la ciudad de El Paso.
El 23 de enero, autoridades estatales y federales desarticularon en un operativo realizado en el Fraccionamiento Vistas del Valle, una célula perteneciente a Los Mexicles, los cuáles presuntamente participaron en motín. Los detenidos (2 hombres, 2 mujeres y un menor de edad) se les decomizaron cerca de 4,976 dosis de cristal, 13 armas largas, 3 escopetas, un subfusil, 6 armas cortas, un lanzagranadas calibre 40, más de 5,534 cartuchos útiles de diferentes calibres, 28 cargadores de arma corta, 73 cargadores de arma larga, 107 cascos tácticos, 65 chalecos balísticos, 147 placas balísticas, Tres machetes, Cuatro cuchillos, 28 pares de rodilleras y demás equipo táctico.

### Muerte de El Neto
El 5 de enero, en un operativo realizado por autoridades estatales y federales, abatieron a Francisco Piñón de la Cruz, “El Neto” después de un enfrentamiento, líder de los Mexicles que se fugó del Cereso 3 de Ciudad Juárez, decomizando un vehículo blindado BMW, ocho armas largas, y cinco chalecos tácticos. El mismo día fue arrestado Isaac Jesús Rojas Ruiz, otro reo fugado. Delincuentes perpetraron varios hechos de violencia alrededor de la ciudad, en los que se destacan vehículos incendiados en arterias de la ciudad, ataque armado en contra de las oficinas de la Fiscalía General de Justicia del Estado, así como el incendio provocado a dos establecimientos comerciales y múltiples tiroteos. Varios comercios y bancos suspendieron labores por la ola de violencia.